# محله هوایی ایگل
محله هوایی ایگل (به انگلیسی: Eagle Airpark) یک فرودگاه همگانی بهره‌برداری هوایی است که یک باند فرود آسفالت دارد و طول باند آن ۱۴۶۳ متر است. این فرودگاه در شهر بولهد سیتی، آریزونا کشور ایالات متحده آمریکا قرار دارد و در ارتفاع ۱۴۸ متری از سطح دریا واقع شده است.